# Ifoga
Ifoga ist eine samoanische zeremonielle Entschuldigung. Dabei erniedrigt sich eine Partei rituell und öffentlich und schenkt im Austausch für die Vergebung der anderen Partei ʻIe tōga (feine Matten). Es ist Teil der traditionellen Streitbeilegung zwischen Familien in der Kultur des Faʻa Sāmoa, wenn eine Mediation gescheitert ist. Der Begriff leitet sich von dem Wort „ifo“ ab, „sich verbeugen“.

## Ritual
Bei einem Ifoga sitzt der Geschädigte vor dem Haus des Geschädigten und wird dann mit den Matten zugedeckt. Traditionell geschieht dies im Schutz der Dunkelheit, wobei der Geschädigte Feuerholz, Steine und Bananenblätter (für einen Erdofen) mitbringt. Die Vergebung wird gewährt, indem der Geschädigte die Matten entfernt, und anschließend werden Reden und Geschenke ausgetauscht. Während ein Ifoga traditionell zu langen Wartezeiten führen oder sogar abgelehnt werden konnte, wird es im heutigen Samoa fast immer schnell angenommen.

## Beispiele
Ifoga werden manchmal von Tätern von Gewaltverbrechen wie Mord oder Totschlag angeboten. Dies hat zwar keinen Einfluss darauf, ob ein Verbrechen strafrechtlich verfolgt wird, kann aber bei der Urteilsfindung als Zeichen der Reue berücksichtigt werden. Sie werden auch von den Familien der Täter verwendet, um sich bei den Familien der Opfer von Gewaltverbrechen zu entschuldigen.
Die Menschenrechtsaktivistin Maluseu Doris Tulifau hat sich jedoch dazu geäußert, dass Ifoga nicht für den Einsatz in Fällen häuslicher Gewalt geeignet sei.
Nach der samoanischen Verfassungskrise im Jahr 2021, als die FAST-Regierung sich weigerte, oppositionelle Abgeordnete ins Parlament zu vereidigen, führte der katholische Erzbischof Alapati Lui Mataeliga vor der gesetzgebenden Versammlung von Samoa eine Ifoga durch, um Frieden zu suchen.
Im August 2021 führte die neuseeländische Premierministerin Jacinda Ardern eine Ifoga durch, um die neuseeländisch-samoanische Gemeinschaft für die Dawn Raids (1974–1979) um Vergebung zu bitten. Dies war das erste Mal, dass eine führende Politikerin eine Ifoga durchführte.